# Рюфиск (департамент)
Рюфиск (фр. Rufisque) — один из 45 департаментов Сенегала и один из четырёх департаментов в области Дакар. Административным центром департамента является город Рюфиск.

## Административное деление
Департамент включает в себя 2 арондисмана (округа), 6 коммун и 3 сельских общины:
Округа
- Рюфиск
- Сангалкам

Коммуны
- Рюфиск (Рюфиск Восточный, Рюфиск Северный, Рюфиск Западный)
- Барньи
- Себикотан
- Дьянньядио
- Жаксае-Парсель-Ньякуль-Раб
- Сангалкам
- Санду

Сельские коммуны
- Йен
- Банбилор
- Тивауан-Пёль-Ньяга

## Население
По данным Национального агентства статистики и демографии Сенегала численность населения департамента в 2013 году составляла 490 694 человека.

## Достопримечательности
- Исторический центр старого Рюфиска между Восточном каналом, Западном канале, железнодорожной линии и морским берегом;
- Национальная типография;
- Бывшая школа Уильяма Понти в Себикотане;
- Бывшие дюны в Кунуне, неолитический участок;
- Озеро Ретба[2].